# よろしかったら
「よろしかったら」は、1979年9月21日に発売された梓みちよのシングル。

## 解説
キングレコードからCBS・ソニーに移籍後、初のシングル。
本楽曲は、日本専売公社（現：日本たばこ産業）「パートナー」のCMソングに採用された。

## 収録曲
- 両楽曲共に、作詞：阿木燿子／作曲・編曲：筒美京平

1. よろしかったら（3分55秒）
2. ビロードの爪（3分31秒）

## 収録作品
- エッセンシャル・ベスト 梓みちよ